# Mithotyn
Mithotyn war eine schwedische Viking-Metal-Band.

## Bandgeschichte
Obwohl die Band bereits im August 1992 als Cerberus gegründet wurde, erschien bis 1997 kein Album. Nachdem die Gründungsmitglieder Schütz und Weinerhall im Februar 1993 ihren Bandnamen auf Mithotyn geändert hatten, kamen im Sommer 1993 Larsson und Beckmann dazu, mit denen das erste Demo aufgenommen wurde. Im Mai 1994 stieß Sängerin Helene Blad, die Schwester von Mathias Blad von Falconer, zur Band, bevor zwei Monate später das nächste Demo aufgenommen wurde.
Im November verließ Schütz die Band. Als Ersatz kam Martinsson, mit dem die Band im April 1995 ihr drittes Demo aufnahm. Danach verließ Blad die Band wegen kreativer Differenzen. Obwohl die Band danach einige Angebote von Plattenfirmen erhielt, lehnte sie alle ab, da sie angeblich zu unrentabel waren. Stattdessen wurde ein neues Demo – Promo '96 – aufgenommen, mit dem sie einen Deal bei Invasion Records landen konnten.
Im April 1997 erschien das Debütalbum In the Sign of the Ravens, dem ein Jahr später King of the Distant Forest und wiederum ein Jahr später Gathered Around the Oaken Table folgte, bevor sich die Band 1999 auflöste.
Als Hauptgrund gibt Weinerhall heute die schlechten Verkaufszahlen des letzten Albums an, die er auf eine mangelnde Unterstützung durch ihr ehemaliges Label zurückführt. Weiterhin verlor die Band ihren Plattenvertrag und ihr eigenes musikalisches Interesse entwickelte sich weg vom bisherigen Stil. Anschließend gründete Gitarrist Stefan Weinerhall die Band Falconer, in der auch Schlagzeuger Larsson spielt.
Beckman und Larsson begründeten 2008 zusammen die Band King of Asgard, welche ebenfalls Viking Metal spielt.

## Musikstil
Mithotyns Stil bestand aus sehr melodischem Gitarrenspiel, schwerem Keyboard-Einsatz und gutturalen Schreien, die Musik war vergleichbar mit Summoning, In Flames und Satyricon, laut des Tales of the Macabre jedoch „noch klischeehafter“ und „zu kitschig mit all diesen melodischen Überdosen“.

## Diskografie
- 1993: Behold the Shields of Gold (Demo, MC, Eigenvertrieb)
- 1994: Meadow in Silence (Demo, MC, Eigenvertrieb)
- 1995: Nidhogg (Demo, MC, Eigenvertrieb)
- 1996: Promo '96 (Promo, MC, Eigenvertrieb)
- 1997: In the Sign of the Ravens (Album, CD/LP, Invasion Records; MC, Angel’s of Hell Records)
- 1998: King of the Distant Forest (Album, CD/LP, Invasion Records; MC, Moon Records)
- 1999: Gathered Around the Oaken Table (Album, CD, Invasion Records; MC, Moon Records)
- 2013: Carved In Stone (The Discography) (Kompilation, 3xCD, Hammerheart Records)